# Qovlar (ort i Azerbajdzjan)
Qovlar (ryska: Ковлар) är en ort i Azerbajdzjan.   Den ligger i distriktet Tovuz Rayonu, i den västra delen av landet, 400 km väster om huvudstaden Baku. Qovlar ligger 429 meter över havet och antalet invånare är 13 642.
Terrängen runt Qovlar är platt åt nordost, men åt sydväst är den kuperad. Runt Qovlar är det ganska tätbefolkat, med 108 invånare per kvadratkilometer.. Qovlar är det största samhället i trakten.
Trakten runt Qovlar består till största delen av jordbruksmark.